# 第十五季超級籃球聯賽總冠軍賽
第十五季超級籃球聯賽總冠軍賽是第十五季超級籃球聯賽的最後一個系列賽程，由富邦勇士對桃園璞園，在2018年4月21日至5月1日進行，地點為新莊體育館，結果由桃園璞園以4比2擊敗富邦勇士，拿下隊史在超級籃球聯賽的第五座冠軍。

## 兩隊比較
|              | 富邦勇士  | 桃園璞園  |
| ------------ | --------- | --------- |
| 系列賽比數   | 2         | 4         |
| 例行賽戰績   | 15勝15敗  | 18勝12敗  |
| 例行賽對戰   | 2勝       | 3勝       |
| 季後賽首輪   | 3:2勝達欣 | 輪空      |
| 季後賽第二輪 | 4:0勝裕隆 | 4:2勝金酒 |
| 總教練       | 許晉哲    | 麥班達    |

## 逐場戰況
第一戰
| 2018-4-21 19:00 |

| 賽候數據 |

| 富邦勇士 82–89 桃園璞園                    |  |                                                |
| 得分： 賽勒27 篮板： 賽勒14 助攻： 蔡文誠8 |  | 得分： 戴維斯21 篮板： 戴維斯13 助攻： 陳堅恩6 |

第二戰
| 2018-4-22 19:00 |

| 賽後數據 |

| 桃園璞園 74–85 富邦勇士                          |  |                                                |
| 得分： 戴維斯18 篮板： 戴維斯16 助攻： 多個球員4 |  | 得分： 林書緯22 篮板： 賽勒21 助攻： 多個球員3 |

第三戰
| 2018-4-24 19:00 |

| 賽後數據 |

| 富邦勇士 71–90 桃園璞園                      |  |                                                |
| 得分： 張宗憲19 篮板： 賽勒18 助攻： 張宗憲4 |  | 得分： 戴維斯20 篮板： 戴維斯12 助攻： 彭俊諺6 |

第四戰
| 2018-4-26 19:00 |

| 賽後數據 |

| 桃園璞園 68–63 富邦勇士                        |  |                                              |
| 得分： 陳堅恩14 篮板： 戴維斯15 助攻： 吳岱豪6 |  | 得分： 林郅為19 篮板： 賽勒18 助攻： 蔡文誠6 |

第五戰
| 2018-4-28 19:00 |

| 賽後數據 |

| 富邦勇士 73–69 桃園璞園                         |  |                                              |
| 得分： 蔡文誠15 篮板： 多個球員8 助攻： 謝文誠4 |  | 得分： 簡浩19 篮板： 戴維斯17 助攻： 林金榜5 |

第六戰
| 2018-4-29 19:00 |

| 賽後數據 |

| 桃園璞園 78–73 富邦勇士                        |  |                                               |
| 得分： 戴維斯21 篮板： 戴維斯15 助攻： 吳岱豪4 |  | 得分： 林書緯18 篮板： 張宗憲5 助攻： 張宗憲4 |

## 外部連結
- 超級籃球聯賽(新)官方網站 （页面存档备份，存于）